# グラニpresents 花澤香菜・内山夕実のクロ香菜さんとシロ夕実さん
『グラニpresents 花澤香菜・内山夕実のクロ香菜さんとシロ夕実さん』（グラニプレゼンツ はなざわかな・うちやまゆみのくろかなさんとしろゆみさん）は、2016年4月9日から2018年3月26日まで文化放送超!A&G+で配信されていたラジオ番組。パーソナリティは花澤香菜と内山夕実。

## 番組概要
同世代でプライベートでも親交の深い花澤香菜と内山夕実が肩の力を抜いてリラックスしながら進行するトークバラエティ番組。二人による等身大のガールズトークはもちろんのこと、ミニゲームや対決企画など多彩な内容の30分。
番組名は番組のスポンサーであるゲーム会社のグラニが2017年4月に配信を開始したスマホゲームアプリ『黒騎士と白の魔王』に由来している。
番組のコンセプトは「特に縛りの無いフリーなトークが持ち味。そんな月曜の夕飯時にちょうど良い予定の番組」となっており、スポンサーの名前やその最新のゲーム名が番組タイトルに入っている割には、配信中にその宣伝が積極的に行われることは少ない。また、番組コーナーの都合上、二本録りであることを番組内で度々公言している。
番組スポンサーのグラニは2017年一杯でスポンサーを降りたため、2018年1月からは「グラニpresents」の冠を外して番組を継続し、番組内でも新たなスポンサーの募集をしていたが、結局2018年3月一杯を以て終了することとなった。そのため「グラニ公式YouTubeチャンネル」でのアーカイブ配信も、2018年1月以降の配信回が登録されず、後に登録されていた回も全て削除された。

### 配信時間
- 本配信（文化放送 超!A&G+）

2016年4月9日 - 2017年9月30日
毎週土曜日 17:00 - 17:30
2017年10月2日 - 2018年3月26日
毎週月曜日 19:30 - 20:00（リピート配信：毎週火曜日 7:30 - 8:00）
- アーカイブ配信（グラニ公式YouTubeチャンネル）

2016年4月12日 - 2017年12月26日
本配信終了後更新

### パーソナリティ
- 花澤香菜
- 内山夕実

### 提供
- 株式会社グラニ

## コーナー
パーソナリティの二人の近況や、番組が用意したネタについて一通りトークした後、リスナーより送られてきたメールを読みつつコーナーを進めていくことが多いが、決まった流れがあるわけではない。
お買い物企画
前もって銀座に待機している番組のサブ作家の通称モーリーが、銀座から有楽町にかけて点在する各地のアンテナショップなどへ出かけ、それぞれの道府県ならではの品々（基本的に食品）を買ってくるコーナー。
番組冒頭においてスタジオからモーリーに電話をかけ、くじで選定したアンテナショップ及び希望の商品を伝えることになっているが、この際にあえて抽象的な希望を述べることでモーリーがどのように応えてくるかを問う面があり、実際に買ってきたものについて花澤と内山が判定を下し、ここで「別格」と判断されると、メイン作家とサブ作家の立ち位置が逆転する下剋上が起こることになっている。
なお、番組の収録は浜松町にある文化放送メディアプラス内において行われているため、30分の配信時間内に一連の行動をすべてこなすことは不可能であり、結果として二回の配信に跨って行われている。それ故、このコーナーの紹介を行う際には前述の通り2本録りであることをあえて述べている。
| 配信回（配信日）                             | 訪問店舗名                   | 備考 |
| -------------------------------------------- | ---------------------------- | --- |
| 第2回 - 第3回（2016年4月16日 - 4月23日）     | 銀座あけぼの                 | 花澤は喫茶店アメリカンの卵サンドを希望していたが、売り切れていたため当店の桜餅に変更された。                                        |
| 第4回 - 第5回（2016年4月30日 - 5月7日）      | いしかわ百万石物語・江戸本店 | この回よりレギュラー企画化。 |
| 第6回 - 第7回（2016年5月14日 - 5月21日）     | おいしい山形プラザ           | |
| 第8回 - 第9回（2016年5月28日 - 6月4日）      | まるごと高知                 | |
| 第12回 - 第13回（2016年6月25日 - 7月2日）    | 食の國 福井館                | 「メイン作家の試練」をサブ作家のモーリーがクリアしたため、次回の作家間の下剋上が決定。                                              |
| 第14回 - 第15回（2016年7月9日 - 7月16日）    | 茨城マルシェ                 | メイン作家の坂本が買い物に出かけたが、買ってきた商品の状態に難があり今後の展開が心配されたため、2人の作家の立ち位置が元に戻される。 |
| 第16回 - 第17回（2016年7月23日 - 7月30日）   | 北海道どさんこプラザ         | |
| 第18回 - 第19回（2016年8月6日 - 8月13日）    | 沖縄わしたショップ           | |
| 第22回 - 第23回（2016年9月3日 - 9月10日）    | かごしま遊楽館               | |
| 第24回 - 第25回（2016年9月17日 - 9月24日）   | 銀座 久兵衛                  | 「クロシロ合戦!」の第1シーズンの優勝賞品を買ってくる番外編。                                                                        |
| 第26回 - 第27回（2016年10月1日 - 10月8日）   | いわて 銀河プラザ            | |
| 第28回 - 第29回（2016年10月15日 - 10月22日） | 東急ハンズ銀座店             | 「二人が協力して作れる何か」を買ってくる番外編。                                                                                    |
| 第30回 - 第31回（2016年10月29日 - 11月5日）  | 東急ハンズ銀座店             | 「内山への誕生日プレゼント」を買ってくる番外編。                                                                                    |
| 第32回 - 第33回（2016年11月12日 - 11月19日） | ゆめぷらざ滋賀               | |

クロちゃんとシロちゃん
クロとシロ、言い換えれば、本音と建て前。ということで、リスナーが普段使っている本音と建前から、花澤と内山の本音と建前を勝手に想像したものまでシチュエーション等も交えて送るコーナー。特に後者については過去の配信で語られた2人の近況をネタにして、二人の仲を無理矢理裂こうとするものが多く送られてくる。
クロシロ合戦！
リスナーが今迷っている事柄について選択肢（2択）を募集し、それぞれの立場に立ってディベートを行い、どちらがより説得力があったかを、収録スタジオにいるスタッフによる多数決で決定する。コーナー開始当初はどちらか片方をくじで選んでその選択肢についてのみ語る形式であったが、後に二つの選択肢両方について一度立場を変えて語る形式となった。なお、当然の話ではあるが、最終的な決定権はメールを送ってきたリスナーにある。
勝者にはその都度ポイントが与えられ、貯まるといいことが起こる予定となっている。
- 第1シーズン（第2回配信分 - 第24回配信分）

合計で12回行われ、10勝1敗1引分けで内山が圧勝し、「別格の優勝賞品」こと銀座久兵衛の握り寿司を手に入れた。
- 第2シーズン（第28回配信分 - ）

内山夕実の萌えゼリフのコーナー